# Yasmine Bleeth
Yasmine Bleeth (Nueva York, 14 de junio de 1968) es una actriz estadounidense, conocida por su participación en la serie de televisión Baywatch.

## Inicios
Yasmine, hija de una modelo de origen francés llamada Corina y de Peter Bleeth, hombre de negocios con ascendencia alemana, comenzó a trabajar como modelo siendo un bebé y pronto encontró su primera oportunidad como actriz en el film Hey, babe! (1980), junto a Buddy Hackett.
Durante años compaginó sus estudios en The United Nations International School de Nueva York con sus apariciones como modelo hasta que consiguió convertirse en estrella de varias teleseries, haciéndose así habitual de la pequeña pantalla en USA. Participó en la telenovela Ryan's Hope entre 1985 y 1989. Años después, entre 1991 y 1993 fue una de las estrellas de la serie One life to live, una de las telenovelas más famosas de la ABC.

## Baywatch
Pero el gran éxito para la joven Yasmine llegó justo después. En 1993, es contratada para participar en un capítulo de Baywatch, interpretando a Caroline Holden, hermana de Stephanie (Alexandra Paul). Su trabajo gustó tanto a David Hasselhoff y el resto de productores ejecutivos, que le ofrecieron unirse al reparto de la serie como protagonista. Así, Yasmine Bleeth saltaba a la fama internacional.
Su llegada a Baywatch fue toda una revolución. Una belleza morena en un universo de rubias siliconadas, cuyo mayor exponente era Pamela Anderson. Sus enormes ojos azules y sus contundentes curvas encandilaron a la audiencia de todo el mundo, y por primera vez Pamela Anderson veía peligrar su reinado en la serie. De hecho, Yasmine fue la única actriz de la serie que llegó a hacerle sombra a la ex chica Playboy.
Yasmine se convirtió entonces en uno de los rostros más populares de la televisión en los 90 y pronto su fama llegó a Internet, copando miles de webs, así como docenas de portadas de revistas en todo el mundo. En 1995 la revista People la incluyó en su lista de Las 50 personas más bellas del mundo.
Aprovechando el tirón, la actriz comenzó a compaginar su labor en la serie con otros proyectos. En 1996 protagonizó dos telefilms. Uno de ellos fue The Face (El rostro), en la NBC, junto a su entonces novio Ricky Paull Goldin, el cual le valió excelentes críticas por su interpretación de una mujer desfigurada. Meses después, junto a Veronica Hamel, recordada por Canción Triste de Hill Street, fue la estrella de Talk to me (Habla conmigo), producida por la CBS.
Fue entonces cuando decide, en 1997, abandonar la serie que la había convertido en una celebridad, decisión que no agradó demasiado a su jefe David Hasselhoff. Y es que Baywatch se quedaba sin una de sus principales estrellas en un momento en que las audiencias comenzaban a decaer. Por si fuera poco, apenas unos meses antes también Pamela Anderson, buque insignia en Baywatch, anunciaba su retirada de la serie tras cinco años de protagonismo.
Liberada del famoso bañador rojo, Yasmine comienza a colaborar en proyectos para la gran pantalla, sin demasiado éxito. El film independiente Heaven or Vegas y la producción de Universal Pictures BASEketball, fueron sus primeros pasos en el cine tras la serie.
Pero sin duda la televisión era su punto fuerte. En pocos años protagonizó un sinfín de películas para TV que la mantuvieron en la cumbre de la popularidad. It came form the sky, Ultimate deception (Engaño definitivo), Undercover angel (Un ángel para Jenny) y Road Rage (Furia en la carretera) son algunos de esos títulos. Asimismo, hizo un pequeño cameo en Coming Soon (1999) junto a actores como Ashton Kutcher, Mia Farrow y Ryan O'Neal.

## Serie con Don Johnson
La fama de Yasmine era tal a finales de los 90, que mientras participaba en diversos telefilmes, Don Johnson vio en ella la solución a la caída en las audiencias de su serie Nash Bridges (CBS). Le ofreció a la actriz un suculento contrato por dos temporadas, que ella aceptó encantada por trabajar con el famoso actor. Así, entre 1998 y 2000, Yasmine se traslada a San Francisco para interpretar a Caitlin Cross, una agente de asuntos internos que acabará enamorando al famoso protagonista de Miami Vice.

## El último gran fichaje de Aaron Spelling
Cuando se acercaba el fin de su contrato con Don Johnson, el rey Midas de la TV en Hollywood, Aaron Spelling, negoció con Yasmine su participación en una nueva serie llamada Titans. La bella actriz aceptó la oferta del productor, tras varios años rechazando sus ofertas en otros proyectos. Así, en 2000, Yasmine Bleeth se convierte en la estrella femenina de Titans, una serie llena de lujo, dinero y ambición producida por Spelling y la NBC. Casper Van Dien, Victoria Principal y Jack Wagner eran algunos de los protagonistas de la serie.
Se rodaron los 13 capítulos de la primera temporada.

## Adicción a las drogas
La cancelación de su nueva serie llegó en el momento más duro para Yasmine. Desde hacía un par de años estaba inmersa en una adicción a la cocaína que comenzaba a mermar su salud. Inició rehabilitación, pero no funcionó. Así que tras sufrir un accidente de tráfico el 12 de septiembre de 2001 junto a su novio Paul Cerrito, ingresa en la clínica Promises de Malibú para desintoxicarse. Esto supuso la retirada de la actriz durante un largo período.
Según explicaría ella misma tiempo después en una entrevista para la revista Glamour, su adicción a las drogas había comenzado hacia 1998, cuando su relación sentimental con el también actor Richard Grieco llegó a su fin. Ambos actores tenían ya prevista su boda, cuando la prensa se hizo eco de que Richard había dejado embarazada a una modelo durante su noviazgo con Yasmine.
La actriz comenzó entonces a consumir de manera esporádica, hasta que según sus propias palabras, «la coca se convirtió en mi novio, mi mejor amigo... consumía varias veces al día y podía pasarme varias noches sin dormir».